# Vile bodies
Vile bodies är en roman från 1930 av den engelske författaren Evelyn Waugh. Bokens första halva är en episodisk och farsliknande skildring av romantiska försök i Londons dekadenta societetsmiljö, medan den andra halvan skildrar huvudpersonen Adam Fenwick-Symes' förtvivlan och hjälplöshet i ett krigsdrabbat Europa.
Waugh skrev den första halvan mycket snabbt. Hans mål var att skriva en humoristisk roman som skulle driva med the bright young people, Londons ytliga och skvalleromsusade unga societet, med en lättsam stil i Ronald Firbanks och P.G. Wodehouses anda. Halvvägs genom arbetet lämnade Evelyn Waughs fru Evelyn honom, vilket föranledde tonskiftet i den andra halvan. Skiftet sker mellan kapitel sju och åtta.
Boken är förlaga till filmen Bright young things från 2003 i regi av Stephen Fry.